# Erisz
Erisz (Ἒρις) a viszály és veszekedés gonosz istennője a görög mitológiában. Nüx istennő apa nélkül született leánya. Folyton áskálódott, és legszívesebben viszályt keltett emberek és istenek között. Arész egyik legjobb barátja és kísérője volt, aki a hadisten kérésére szinte bárhol háborúig tudta fokozni a haragot és viszálykodást. Megjelenése baljóslatú és aljas volt.
A viszály magvát mindig egy aranyalmával vetette el, amely oly fényes volt, mint Héliosz szekerét húzó lovak sörénye. Ha barátok közé gurította be aranyalmáját, akkor bármilyen jó barátságnak azonnal véget vetett. Ha pedig ellenségek közé tette le, akkor ott elkerülhetetlen volt a vérontás, a háború. Az ő aranyalmája indította el a trójai háború kibontakozását is: azzal a felirattal gurította be az Olümposzra, hogy „a legszebbnek”. Ezen az olümposzi istennők összevesztek, és a viszály még a földre is legyűrűzött. Mindez azután történt, hogy Eriszt nem hívták meg Péleusz és Thétisz esküvőjére. Azonban Eriszt nem mindig gonosz szándék vezérelte, ugyanis ő támasztotta az egészséges versengést is a gazdaságban. Római megfelelője Discordia.